# Nueva Gerona
Nueva Gerona est une ville de Cuba et la capitale de la « municipalité spéciale » de l'Île de la Jeunesse, qui a le rang de province (mais pas le statut)[réf. nécessaire]. Sa population était estimée à 46 264 habitants en 2012. La ville possède un aérodrome Nueva Gerona (en).

## Personnalités nées à Nueva Gerona
- Kcho, artiste contemporain, né en 1970
- Yoel García, athlète né en 1973
- Neisser Bent, nageur né en 1976